# Julia Ronney
Julia Ronney (* 30. März 1999) ist eine US-amerikanische Tennisspielerin.

## Karriere
Ronney begann mit drei Jahren das Tennisspielen, spielte mit sieben Jahren ihre ersten USTA Juniorinnenturniere und fünf Jahre College-Tennis in der Division I der NCAA. Sie spielt bislang überwiegend auf Turnieren der ITF Women’s World Tennis Tour, bei denen sie bislang einen Titel im Doppel gewonnen hat.
Im Oktober 2023 trat sie zusammen mit ihrer Doppelpartnerin Solymar Colling bei den mit 60.000 US-Dollar dotierten Talimar RSF Open im Hauptfeld des Damendoppels an. Die beiden verloren aber ihr Auftaktmatch gegen die Paarung Jasmin Jebawy und Tian Fangran mit 4:6 und 0:6. Im März 2024 konnte sie zusammen mit Alicia Melosch in Manacor ihren ersten ITF-Titel im Doppel gewinnen.

### College Tennis
Ronney spielte von 2017 bis 2020 für das Damentennisteam der Lady Griz der University of Montana und bis 2022 für die Gaels des Saint Mary’s College of California. Sie wurde als Big Sky Player of the week ausgezeichnet.

## Turniersiege

### Doppel
| Nr. | Datum        | Turnier | Kategorie | Belag     | Partnerin      | Finalgegnerinnen             | Ergebnis |
| --- | ------------ | ------- | --------- | --------- | -------------- | ---------------------------- | -------- |
| 1.  | 2. März 2024 | Manacor | ITF W15   | Hartplatz | Alicia Melosch | Tea Nikčević Kaitlin Quevedo | 6:3, 6:4 |

## Privates
Julia ist die Tochter von Doug und Karen Ronney. Sie hat zwei ältere Schwestern Alexis und Brooke und besuchte bis 2017 die Patrick Henry Highschool. 2022 machte sie ihren Bachelor of Science in Ökologie und Evolutionsbiologie an der University of Montana. Derzeit arbeitet sie als  Certified Personal Trainer bei VRTX Fitness in San Diego, Kalifornien.